# 哈当厄峡湾

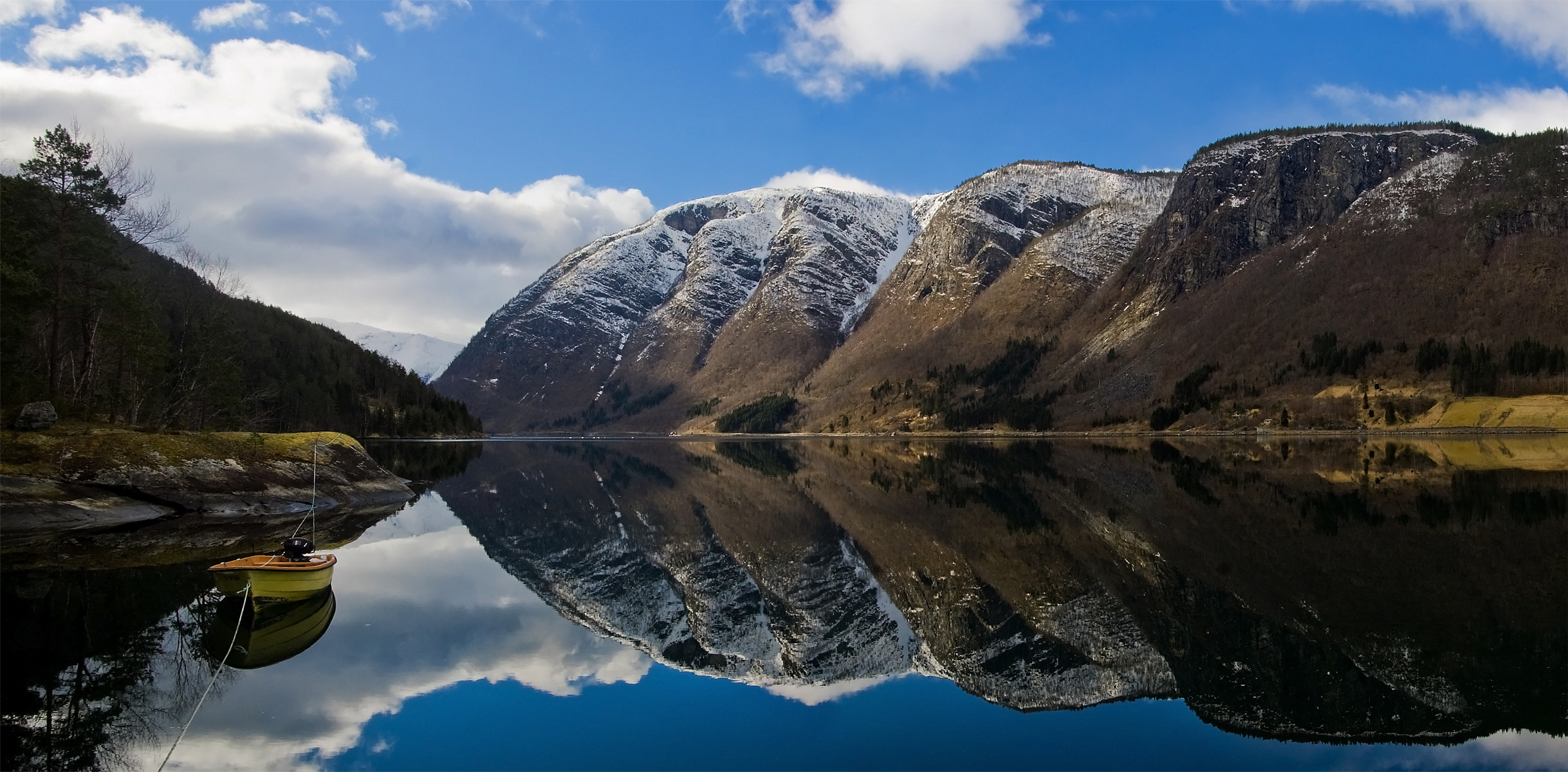
哈当厄峡湾一侧于尔维克峡湾风景

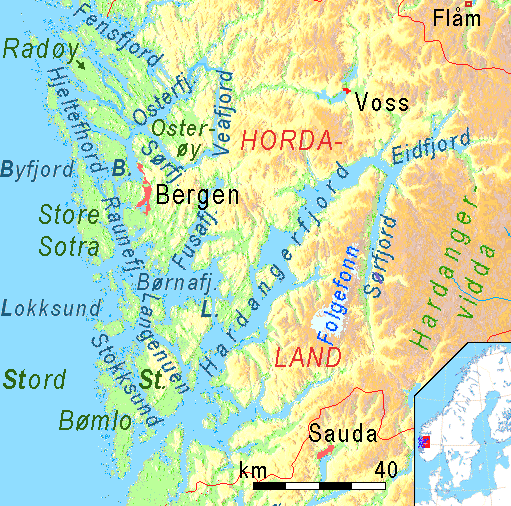
哈当厄峡湾位于卑尔根的东南面

哈当厄峡湾（挪威語：Hardangerfjorden）位于挪威霍达兰郡，长达179公里，是世界上第四长峡湾，也是挪威第二长峡湾，僅次於松恩峽灣。其周边区域为哈当厄。
哈当厄峡湾始于大西洋畔，卑尔根的南面。峡湾沿着东北方向蜿蜒，直到哈当厄高原。哈当厄峡湾最长的分支为南峡湾，从主峡湾往南，长达50公里。峡湾最深处超过800米，位于峡湾中部诺海姆桑德。
大约1万年前，斯堪的纳维亚大陆开始向上抬升，大量的冰川开始融化。山谷的低处被水淹没，形成了今天的哈当厄峡湾。山谷的形成不仅仅由于冰川侵蚀，还与冰下面高压力的融化水的推动相关。
位于哈当厄峡湾的福尔格冰川是挪威第三大冰川。该冰川由三部分组成，覆盖了220平方公里的土地，从2005年开始成为国家公园被保护起来。
峡湾的自然条件很适合养殖渔业，哈当厄峡湾地區生产超过4万吨的三文鱼和虹鱒，是世界上4个最主要的养殖渔业区域之一。
目前，該峡湾被劃分成13个市镇，总计人口7万，面积8471平方公里。